# Parker Brothers
A Parker Brothers é uma empresa de produtos infantis e jogos, conhecida mundialmente pelo jogo Monopoly (Monopólio). Desde 1991 pertence ao grupo Hasbro.